# Micro-région de Ráckeve
La micro-région de Ráckeve (en hongrois : ráckevei kistérség) est une micro-région statistique hongroise rassemblant plusieurs localités autour de Ráckeve.